# گلیساندو

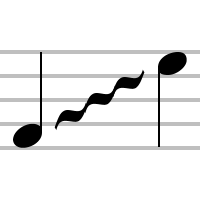
نت‌نویسی سُرش نغمه‌ای

گلیساندو، لَغْزه، یا سُرش نغمه‌ای (به ایتالیایی: glissando) فنی در اجرای موسیقی است که در آن، نوازنده محدوده‌ای صوتی را به صورت سُر دادن و با گذر از همهٔ نت های قابل اجرای یک ساز در آن محدوده اجرا می‌کند.
اجرای آن بر روی ساز، با سُر دادن انگشت در طول سیم از پایین به بالا یا برعکس انجام می‌شود. در سُر دادن نت ها، روش اجرای گام به صورتی است که هر نُت به نُتِ قبلی یا بعدیِ آن چسبیده باشد.